# 人民革命党 (刚果民主共和国)

人民革命党旗帜

人民革命党（法語：Parti de la révolution du peuple，缩写为PRP）是刚果民主共和国（曾改名为扎伊尔）历史上的一个秘密的毛主义政党。在刚果危机的背景下，洛朗-德西雷·卡比拉于1967年12月4日在菲济地区建立该党，前身是辛巴叛乱中的卡比拉-马森戈派，一些创始成员曾加入刚果民族运动。1967年—1986年，该党是卡比拉建立的割据政权“菲济马基”的执政党。1996年，该党并入解放刚果-扎伊尔民主力量联盟。